# Ötztal
Ötztal je 67 kilometrů dlouhé alpské údolí v rakouské spolkové zemi Tyrolsko. Údolí se nachází na rozhraní Stubaiských a Ötztalských Alp a je obklopeno téměř 250 třítisícovými vrcholy, včetně Wildspitze - druhé nejvyšší hory Rakouska. Údolím protéká Ötztaler Ache, na jejíchž přítocích jsou četné vodopády včetně Stuibenfallu, nejvyššího vodopádu Tyrolska.

## Obce
Ötztal se nachází v okrese Imst. Administrativně se člení na území šesti obcí:
- Haiming (40,2 km², 4228 obyvatel, místní části Ötztal-Bahnhof, Magerbach, Riedern, Schlierenzau, Ambach, Brunau, Haimingerberg, Ochsengarten)
- Sautens (11,61 km², 1384 obyvatel)
- Oetz (29,2 km², 2272 obyvatel, místní části Oetz, Piburg, Oetzerau, Ötzerberg)
- Umhausen (137,4 km², 3038 obyvatel, místní části Umhausen, Tumpen, Köfels, Farst, Niederthai, Östen)
- Längenfeld (195,8 km², 4373 obyvatel, místní části Oberlängenfeld, Astlehn, Runhof, Gottsgut, Huben, Winkle, Bruggen, Aschbach, Im Brand, Burgstein, Gries, Unterlängenfeld, Dorf, Dorferau, Espan, Au, Oberried, Lehn, Lehner-Au, Unterried, Winklen)
- Sölden (466,9 km², 3430 obyvatel, místní části Angern, Anraitl, Außenwald, Außerwindau, Berghof, Bichl, Bodenegg, Brandle, Dreihäuser, Ebene, Gaislach, Gehörde, Granbichl, Granstein, Grünwald, Halspuit, Heiligkreuz, Hochgurgl, Hochsölden, Hof, Höfle, Infang, Innerwald, Innerwindau, Kaisers, Kressbrunnen, Königsrain, Lehen, Leithe, Lochlehn, Mittelwindau, Moos, Neder, Obergurgl, Pill, Pirchhütt, Pitze, Platte, Plör, Plödern, Poschach, Puit, Rainstadl Rechenau, Rettenbach, Rettenbachferner, Retterbachl, Rofan, Santle, Schmiedhof, See, Seiten, Sölden, Tiefenbachferner, Unterwald, Vent, Wildmoos, Winterstall, Wohlfahrt, Zwieselstein)

## Turistické zajímavosti
Turisté mohou v Ötztalu navštívit mondénní sportovní střediska i odlehlé vesničky v tradičním tyrolském stylu. K největším lákadlům patří Aqua Dome v Längenfeldu, největší lázeňský komplex v Tyrolsku, četné lanovky k vrcholům a ledovcům Ötztalských Alp, muzeum ve věži Ötz, historický skanzen Ötzi-Dorf a Ötztalské vlastivědné muzeum. Je zde mnoho příležitostí pro jízdu na horském kole, horolezectví, rafting, jízdu na kajaku, canyoning v hlubokých roklích a na výlety po chatách vysoko v horách. A v neposlední řadě Ötztal představuje jeden z nejrozsáhlejších a také nejvýše položených lyžařských regionů v Rakousku. Jsou zde tři hlavní lyžařské areály: Ötz, Ötztal Arena v Söldenu a Obergurgl. Nejvýznamnější je Ötztal Arena se středisky Sölden, Hochsölden, Zwieselstein, s ledovci Rettenbach a Tiefenbach a poněkud stranou položeným střediskem Vent. Sölden patří mezi přepychová střediska s rušným společenským životem a vysokou úrovní služeb srovnatelná například s Lechem či Kitzbühelem.